# Friend-to-friend
Ein Friend-to-friend-Rechnernetz (F2F-Netz) ist ein spezielles Peer-to-Peer-Netz, in welchem man nur mit Freunden, d. h. mit bekannten, vertrauenswürdigen Benutzern, in Verbindung treten kann. Die Authentifizierung der Benutzer erfolgt hierbei durch Passwörter bzw. digitale Signaturen.
Viele F2F-Netze unterstützen auch indirekte anonyme oder pseudonyme Kommunikation zwischen Benutzern, die sich weder kennen noch vertrauen. So kann z. B. ein Knoten in einem F2F-Overlay-Netz Daten von einem Freund zum anderen anonym weiterleiten, so dass keiner der beiden Freunde den Namen oder die IP-Adresse des anderen erfährt. Auch können jene Freunde die Daten wiederum an ihre eigenen Freunde weiterleiten usw.
Im Gegensatz zu anderen privaten P2P-Netzen auch Darknets genannt, können die Benutzer in einem F2F-Netz nicht herausfinden, wer, außer ihnen selbst und ihren direkten Freunden, insgesamt an dem Netz teilnimmt. Somit können F2F-Netze beliebig anwachsen, ohne die Anonymität der Benutzer einzuschränken.
RetroShare, GNUnet, WASTE und Freenet sind Beispiele für Software mit denen P2P-Netze realisiert werden können, wobei GNUnet und Freenet standardmäßig nicht auf F2F-Betrieb eingestellt sind.
Der Begriff „friend-to-friend“-Netz wurde 2000 von Dan Bricklin eingeführt.

## Vorteile
- Benutzer können digitale Signaturen persönlich mit ihren Freunden austauschen und somit Man-in-the-middle-Angriffe vermeiden.
- F2F verhindert, dass unautorisierte Personen auf sensible oder kontroverse, freigegebene Dateien zugreifen können bzw. dass andere nachweisen können, dass jene Daten dort angeboten wurden.
- Da F2F-Anwendungen nur die Verknüpfungen zu den transferierten Daten verschlüsseln, nicht aber die Daten selbst, können eventuelle Zwischenknoten einschränken, welche Art von Daten über sie weitergeleitet werden.
- Da nur bekannte Freunde Verbindung zu einem Benutzer aufnehmen können, ist F2F weniger anfällig auf Angriffe durch Cracker, die Sicherheitslücken in der F2F-Software ausnutzen wollen.

## Nachteile
- Im Vergleich zu offenen P2P-Netzen, benötigt es mehr Aufwand an dem Netz teilzunehmen. Software für offene Netze lässt sich im Normalfall fast sofort benutzen, F2F-Software muss erst eingerichtet werden und die Signaturen von Freunden werden benötigt. Einige Netze, z. B. Freenet, ermöglichen deswegen sowohl offenen als auch privaten Datenverkehr. So kann ein Benutzer anfangs ohne großen Aufwand am offenen Netz teilhaben und später auf das sicherere F2F-Netz umschalten.
- Die Daten sind oft nicht rund um die Uhr verfügbar, da sie nur über relativ wenige Freunde verteilt werden und diese oft nicht immer online sind.

## Software
- Alliance (Open Source, Win/Lin/Mac)
- Freenet (Open Source, Win/Lin/Mac, ab Version 0.7 optional beschränkt auf F2F)
- GNUnet (Open Source, Win/Linux/Mac, optional beschränkt auf F2F)
- GoldBug
- LimeWire (Open Source, Win/Linux/Mac, ab Version 5.0)
- Metanet
- OneSwarm (Open Source, Win/Lin/Mac, basierend auf BitTorrent)
- RetroShare (Open Source, Win/Lin/Mac, restriktiv beschränkt auf F2F)
- Turtle F2F (Open Source, nur Linux)
- WASTE, (Open Source, Win/Lin/Mac, optional beschränkt auf F2F)